# مدار ۲۷ درجه شمالی
مدار ۲۷ درجه شمالی، دایره‌ای از عرض جغرافیایی است که در ۲۷ درجهٔ شمالی خط استوا قرار دارد.

## گذر از مناطق
از نصف‌النهار مبدأ شروع می‌شود و به سمت مشرق ۲۷ درجه شمالی از موارد زیر گذر می‌کند:
| مختصات‌ها                                             | کشور، قلمرو یا دریا | توضیحات |
| ---------------------------------------------------- | ------------------- | --- |
| ۲۷°۰′ شمالی ۰°۰′ شرقی / ۲۷٫۰۰۰°شمالی ۰٫۰۰۰°شرقی      | الجزایر             | |
| ۲۷°۰′ شمالی ۹°۵۰′ شرقی / ۲۷٫۰۰۰°شمالی ۹٫۸۳۳°شرقی     | لیبی                | |
| ۲۷°۰′ شمالی ۲۵°۰′ شرقی / ۲۷٫۰۰۰°شمالی ۲۵٫۰۰۰°شرقی    | مصر                 | |
| ۲۷°۰′ شمالی ۳۳°۵۴′ شرقی / ۲۷٫۰۰۰°شمالی ۳۳٫۹۰۰°شرقی   | دریای سرخ           | |
| ۲۷°۰′ شمالی ۳۵°۵۵′ شرقی / ۲۷٫۰۰۰°شمالی ۳۵٫۹۱۷°شرقی   | عربستان سعودی       | |
| ۲۷°۰′ شمالی ۴۹°۴۰′ شرقی / ۲۷٫۰۰۰°شمالی ۴۹٫۶۶۷°شرقی   | خلیج فارس           | Passing just north of جزیره لاوان, ایران                                                                                     |
| ۲۷°۰′ شمالی ۵۳°۲۱′ شرقی / ۲۷٫۰۰۰°شمالی ۵۳٫۳۵۰°شرقی   | ایران               | |
| ۲۷°۰′ شمالی ۵۵°۴۸′ شرقی / ۲۷٫۰۰۰°شمالی ۵۵٫۸۰۰°شرقی   | خلیج فارس           | Passing just north of جزیره قشم island, ایران · Passing just south of جزیره هرمز, ایران                                      |
| ۲۷°۰′ شمالی ۵۶°۵۴′ شرقی / ۲۷٫۰۰۰°شمالی ۵۶٫۹۰۰°شرقی   | ایران               | |
| ۲۷°۰′ شمالی ۶۳°۱۵′ شرقی / ۲۷٫۰۰۰°شمالی ۶۳٫۲۵۰°شرقی   | پاکستان             | ایالت بلوچستان پاکستان استان سند                                                                                             |
| ۲۷°۰′ شمالی ۶۹°۳۱′ شرقی / ۲۷٫۰۰۰°شمالی ۶۹٫۵۱۷°شرقی   | هند                 | راجستان اوتار پرادش بیهار |
| ۲۷°۰′ شمالی ۸۴°۵۱′ شرقی / ۲۷٫۰۰۰°شمالی ۸۴٫۸۵۰°شرقی   | نپال                | |
| ۲۷°۰′ شمالی ۸۸°۶′ شرقی / ۲۷٫۰۰۰°شمالی ۸۸٫۱۰۰°شرقی    | هند                 | بنگال غربی |
| ۲۷°۰′ شمالی ۸۸°۵۲′ شرقی / ۲۷٫۰۰۰°شمالی ۸۸٫۸۶۷°شرقی   | بوتان (کشور)        | |
| ۲۷°۰′ شمالی ۹۲°۵′ شرقی / ۲۷٫۰۰۰°شمالی ۹۲٫۰۸۳°شرقی    | هند                 | آروناچال پرادش - claimed by چین · آسام · Arunachal Pradesh                                                                   |
| ۲۷°۰′ شمالی ۹۵°۴۸′ شرقی / ۲۷٫۰۰۰°شمالی ۹۵٫۸۰۰°شرقی   | میانمار (Burma)     | |
| ۲۷°۰′ شمالی ۹۸°۴۴′ شرقی / ۲۷٫۰۰۰°شمالی ۹۸٫۷۳۳°شرقی   | چین                 | یون‌نان سیچوآن Yunnan گوئیژو هونان (for about 4 km) Guizhou Hunan جیانگشی فوجیان                                              |
| ۲۷°۰′ شمالی ۱۲۰°۱۶′ شرقی / ۲۷٫۰۰۰°شمالی ۱۲۰٫۲۶۷°شرقی | دریای چین شرقی      | |
| ۲۷°۰′ شمالی ۱۲۷°۵۶′ شرقی / ۲۷٫۰۰۰°شمالی ۱۲۷٫۹۳۳°شرقی | ژاپن                | Iheya island |
| ۲۷°۰′ شمالی ۱۲۷°۵۶′ شرقی / ۲۷٫۰۰۰°شمالی ۱۲۷٫۹۳۳°شرقی | اقیانوس آرام        | Passing just north of جزیره اوکیناوا, ژاپن · Passing just south of Yoronjima, ژاپن · Passing just south of Chichi-jima, ژاپن |
| ۲۷°۰′ شمالی ۱۱۴°۲′ غربی / ۲۷٫۰۰۰°شمالی ۱۱۴٫۰۳۳°غربی  | مکزیک               | شبه‌جزیره باخا کالیفرنیا |
| ۲۷°۰′ شمالی ۱۱۲°۱′ غربی / ۲۷٫۰۰۰°شمالی ۱۱۲٫۰۱۷°غربی  | خلیج کالیفرنیا      | |
| ۲۷°۰′ شمالی ۱۰۹°۵۷′ غربی / ۲۷٫۰۰۰°شمالی ۱۰۹٫۹۵۰°غربی | مکزیک               | Passing just south of ناوویوا, ایالت سونورا                                                                                  |
| ۲۷°۰′ شمالی ۹۹°۲۴′ غربی / ۲۷٫۰۰۰°شمالی ۹۹٫۴۰۰°غربی   | ایالات متحده آمریکا | تگزاس - mainland and Padre Island                                                                                            |
| ۲۷°۰′ شمالی ۹۷°۲۳′ غربی / ۲۷٫۰۰۰°شمالی ۹۷٫۳۸۳°غربی   | خلیج مکزیک          | |
| ۲۷°۰′ شمالی ۸۲°۲۵′ غربی / ۲۷٫۰۰۰°شمالی ۸۲٫۴۱۷°غربی   | ایالات متحده آمریکا | فلوریدا |
| ۲۷°۰′ شمالی ۸۰°۵′ غربی / ۲۷٫۰۰۰°شمالی ۸۰٫۰۸۳°غربی    | اقیانوس اطلس        | |
| ۲۷°۰′ شمالی ۷۸°۱۳′ غربی / ۲۷٫۰۰۰°شمالی ۷۸٫۲۱۷°غربی   | باهاما              | Great Sale Cay |
| ۲۷°۰′ شمالی ۷۸°۱۲′ غربی / ۲۷٫۰۰۰°شمالی ۷۸٫۲۰۰°غربی   | اقیانوس اطلس        | Passing between the Fish Cays and the Pensacola Cays, باهاما                                                                 |
| ۲۷°۰′ شمالی ۱۳°۲۷′ غربی / ۲۷٫۰۰۰°شمالی ۱۳٫۴۵۰°غربی   | صحرای غربی          | Claimed by مراکش |
| ۲۷°۰′ شمالی ۸°۴۰′ غربی / ۲۷٫۰۰۰°شمالی ۸٫۶۶۷°غربی     | موریتانی            | |
| ۲۷°۰′ شمالی ۸°۹′ غربی / ۲۷٫۰۰۰°شمالی ۸٫۱۵۰°غربی      | الجزایر             | |